# La Suite mécanique
Pour plus de détails, voir Fiche technique et Distribution.
La Suite mécanique (Механическая сюита) est un film russe réalisé par Dmitri Meskhiev, sorti en 2001,.

## Synopsis
Un ouvrier décède dans une usine. L'administration de l'usine a décidé de le rapatrier dans son pays pour y être enterré. A cet effet, deux de ses collègues, Markerants et Mitiaguine, sont envoyés en voyage d'affaires pour accompagner le corps. Ayant perdu l'argent du voyage, ils décident de monter avec leur bagage macabre dans un compartiment de train ordinaire. Un passager par hasard bouscule et laisse tomber le corps et pense avoir tuer un homme. Se débarrassant des preuves, il jète le cadavre par la fenêtre.

## Fiche technique
- Titre français : La Suite mécanique[3]
- Titre original : Механическая сюита, Mekhanitcheskaia siouita
- Réalisation : Dmitri Meskhiev
- Scénario : Guennadi Ostrovski, Sergueï Tchikhatchiov
- Photographie : Sergueï Matchilski
- Musique : Leonid Fiodorov, Sviatoslav Kourachov, Vladimir Volkov
- Décors : Natalia Kotchergina, Alexandra Veseltchakova, Viktoria Ermakova
- Montage : Tamara Lipartia

## Distribution
- Mikhaïl Poretchenkov : Mitiaguine
- Sergueï Garmach : Markerants
- Constantin Khabenski : Edouard
- Sergueï Makovetski : Pliouganovski, le policier
- Alexandre Bachirov : homme derrière les barreaux dans la voiture de police
- Alexandre Fatiouchine : Lebedev, le policier
- Ievguenia Dobrovolskaïa : Liouba
- Andreï Zibrov : Victor, conducteur de train
- Oksana Bazilevich : Assia
- Zoïa Bouriak : vendeuse de bière
- Iouri Kouznetsov : médecin légiste à la morgue
- Irina Rozanova : Olga
- Zinaïda Charko : mère de Pliouganovski